# Định luật bảo toàn
Trong vật lý, định luật bảo toàn là các định luật có nội dung: đại lượng vật lý trong hệ kín qua các quá trình khác nhau hay tác động tương tác không thay đổi.

## Các định luật bảo toàn
- Định luật bảo toàn năng lượng
- Định luật bảo toàn khối lượng
- Định luật bảo toàn động lượng
- Định luật bảo toàn mômen động lượng
- Định luật bảo toàn điện tích